# Червона Хвиля
Червона Хвиля — селище в Україні, у Великобурлуцькій селищній громаді Куп'янського району Харківської області. Населення становить 640 осіб. До 2020 орган місцевого самоврядування — Червонохвильська сільська рада.

## Географія
Селище Червона Хвиля знаходиться на правому березі річки Великий Бурлук, на річці гребля, яка утворює Великобурлуцьке водосховище (~ 400 га). Нижче за течією на відстані 1 км розташоване село Веселе.

## Історія
- 1922 — рік заснування.
- 12 червня 2020 року, відповідно до розпорядження Кабінету Міністрів України № 725-р «Про визначення адміністративних центрів та затвердження територій територіальних громад Харківської області», увійшло до складу Великобурлуцької селищної територіальної громади[1].
- 19 липня 2020 року, в результаті адміністративно-територіальної реформи та ліквідації Великобурлуцького району, селище увійшло до складу Куп'янського району Харківської області.[2]
- 11 вересня 2022 року воїни Збройних Сил України в ході Харківської контрнаступальної операції звільнили від російських окупантів населені пункти Великобурлуцької селищної територіальної громади[3].
- 22 червня 2023 року рішенням №230 Національної комісії зі стандартів державної мови віднесено до списку населених пунктів, які «можуть не відповідати лексичним нормам української мови», зокрема стосуватися «російської імперської чи колоніальної політики». Громаді рекомендовано обґрунтувати доцільність збереження поточної назви або запропонувати нову назву в установленому законодавством порядку[4].

## Сьогодення
В селищі ще знаходиться Храм Святого Пантелеймона, сільський клуб, лікарня, школа, дит.садочок, дослідне господарство «Пантелеймонівське» інституту рослинництва ім. В. Я. Юр'єва УААН.

## Пам'ятки
- Регіональний ландшафтний парк «Великобурлуцький степ». Площа 2042,6 га.